# Mișca
Mișca è un comune della Romania di 3 729 abitanti, ubicato nel distretto di Arad, nella regione storica della Transilvania.
Il comune è formato dall'unione di 4 villaggi: Mișca, Satu Nou, Vânători, Zerindu Mic.
La zona di Mișca è molto conosciuta tra chi pratica la pesca sportiva e la caccia. 
Tra i monumenti, presentano un certo rilievo la chiesa protestante riformata di Vânători, risalente al XIII secolo, la chiesa cattolica di Satu Nou e la chiesa ortodossa di Mișca.